# Wallander – Tjuven
Wallander – Tjuven är en svensk thriller från 2009. Det är den fjärde filmen i den andra omgången med Krister Henriksson som Kurt Wallander. Filmen släpptes på DVD den 19 augusti 2009.

## Handling
En rad villainbrott sker i Ystad och några grannar bestämmer sig för att ta saken i egna händer. Lite senare får polisen Svartman veta av en polsk kvinna att hennes man Jarek Kozyra har försvunnit. En liten stund senare hittar polisen Jareks bil uppbränd. När polisteknikern Nyberg undersöker Jareks mobil upptäcker han två bilder på något som liknar en död kvinna.

## I rollerna
Återkommande
- Krister Henriksson – Kommissarie Kurt Wallander
- Lena Endre – Katarina Ahlsell, åklagare
- Mats Bergman – Nyberg, kriminaltekniker
- Douglas Johansson – Martinsson, kriminalinspektör
- Fredrik Gunnarsson – Svartman, polisman
- Stina Ekblad – Karin Linder, obducent
- Nina Zanjani – Isabelle, polisaspirant
- Sverrir Gudnason – Pontus, polisaspirant

I detta avsnitt
- Noah Waldfogel – Elias, Katarinas son
- Henni Åman – Hanna, Katarinas dotter
- Jacob Ericksson – Olle Södergren
- Shanti Roney – Ralf Eriksson
- Kalle Westerdahl – Peter Andersson
- Kola Krauze – Jarek Kozyra
- Vera Veljovic-Jovanovic – Maja Kozyra
- Jessica Zandén – Åsa Ljungberg, Olles försvarsadvokat
- Harald Leander – journalist
- Magnus Eriksson – Olles granne
- Philip Zandén – Henrik
- Karin Lithman – Anne Eriksson, Ralfs fru
- Mats Hägg – polistekniker
- Inge Johansson – polistekniker
- Anders Söderberg – polistekniker
- Elin Lundström – Ralfs dotter